# Express Raider
Express Raider, conosciuto anche come Western Express, è un videogioco arcade sviluppato e pubblicato da Data East nel 1986. Ne sono state realizzate conversioni per Amstrad CPC, Commodore 64 e ZX Spectrum da U.S. Gold.

## Modalità di gioco
Si tratta di un videogioco d'ambientazione western, con un singolare ribaltamento di ruoli: il protagonista è infatti un rapinatore specializzato in assalti a banche e a treni, mentre la maggior parte dei nemici sono personaggi rispettosi della legge, che lo attaccano nel tentativo di incassare la taglia messa sulla sua testa. 
Nei livelli dispari il gioco è configurato come picchiaduro a scorrimento orizzontale; in quelli pari invece come sparatutto a schermata fissa, con scorrimento soltanto durante il passaggio tra un vagone e quello successivo. Lo scorrimento è in alcuni livelli da sinistra verso destra e in altri da destra verso sinistra.
Si usano un joystick per gli spostamenti, e due tasti: A per attaccare, B per schivare colpi e altri pericoli (solo nei livelli pari).
I livelli sono infiniti, ma con difficoltà sempre crescente.

### Livelli dispari
Il copione dei livelli dispari contempla inizialmente ogni volta un combattimento a mani nude - accanto alla ferrovia - con il cassiere della banca appena rapinata; bisogna eliminarlo prima che il treno parta. Il fuorilegge sale quindi sul convoglio, dove si troverà costretto ad affrontare gli uomini che gli si oppongono (scontri quasi sempre individuali, che ricalcano quello col cassiere, anche se alcuni nemici non attaccano disarmati; c'è chi lancia bottiglie, chi imbraccia un fucile, eccetera). A partire dal quinto livello ci sono vagoni sui quali egli dovrà misurarsi anche con alcuni coyote. Si parte sempre dall'ultimo vagone per arrivare alla locomotiva, dove è collocato un ricco bottino.

### Livelli pari
Nei livelli pari il rapinatore, armato di pistola in groppa al proprio cavallo, affianca il treno in movimento. Anche qui si parte dall'ultimo vagone per arrivare alla locomotiva, sempre nell'intento di impadronirsi del bottino nascosto in essa. Il malvivente, che appare di spalle, regola i suoi colpi tramite un mirino che si muove per tutto lo schermo. Per completare ciascuno dei livelli in questione occorre sparare agli uomini affacciati dai vagoni merci e dai finestrini degli altri vagoni: questi attaccano usando armi da fuoco oppure lanciando oggetti contro il fuorilegge.
Come già accennato, il giocatore può qui utilizzare il tasto B per difendersi: se lo preme farà infatti in modo che il malvivente si chini, evitando dunque gli attacchi nemici.
Ogni tanto appare sul convoglio una donna, complice del rapinatore: essa gli offre un sacchetto di denaro, ovvero punti bonus.

### Vite
Le vite all'inizio sono 3, aumentabili al raggiungimento di determinati punteggi. Nei livelli dispari sono previsti i punti ferita; l'energia perduta può essere recuperata in seguito a ripetuti attacchi vincenti. Si perde una vita nei seguenti modi:
- impiegando troppo tempo per eliminare il bancario (verrà pertanto preclusa la possibilità di montare sul treno in partenza);

- impiegando troppo tempo nel passare da un vagone all'altro nei livelli dispari (i vagoni infatti si staccheranno tra loro, facendo quindi precipitare giù dal convoglio il rapinatore);

- perdendo tutta l'energia vitale nei livelli dispari;

- esaurendo il tempo a disposizione per eliminare tutti gli uomini armati affacciati da qualunque vagone nei livelli pari;

- facendosi colpire dai proiettili degli uomini armati nei livelli pari;

- facendosi colpire da un avvoltoio (nemico che appare nei livelli pari a partire dal quarto);

- facendosi colpire dalle frecce di un nativo americano appostato su alcuni alberi (questo nemico, che appare nei livelli dispari a partire dal quinto, non può essere eliminato);

- uccidendo per sbaglio la donna.

Nei livelli dispari il fuorilegge deve inoltre evitare di sbattere la testa contro i cartelli ferroviari e le pareti delle gallerie (in quanto il treno è costantemente in movimento), pena una riduzione dell'energia vitale, che può anche determinare la perdita di una vita; il giocatore supererà tali ostacoli portando il joystick in giù per fare abbassare il malvivente. Cartelli e gallerie vengono preannunciati da un punto esclamativo bianco che apparirà brevemente sullo schermo.